# Antun Matarić
Antun Matarić ("bać-Tuna") je bio posjednik, poljodjelac, kulturni i javni djelatnik Hrvata u somborskom kraju. Bio je iz somborskog salašarskog naselja Nenadića.
Služeći u Zagrebu 1923. godine redovni vojni rok stupio u kontakt sa Stjepanom i Pavlom Radićem, Đurom Basaričekom, Ivanom Pernarom i ostalim prvacima Hrvatske republikanske seljačke stranke. Njihova načela o ustrojavanju HRSS-a je prihvatio, pa i stav da se nacionalno pitanje bunjevačkih Hrvata zadržati izvan utjecaja HRSS-a. Kad se iste godine vratio u Sombor, suradnika za hrvatsku stvar našao je u Grgi Vukoviću, Franji Matariću, Antunu Parčetiću, Franji Mijiću, Josipu Striliću, Šimi Karasu, Antunu Vujeviću, Franji Malbašiću, Ivanu Bošnjaku, Josipu Koliću, Josipu Paliću, dr. Grgi Vukoviću i drugima. Već 1925. okupio je preko deset tisuća aktivnih pristaša HRSS-a i organizirao političke skupove i zborove.
Zbog nejasne opredijeljenosti po pitanju hrvatskog identiteta u somborskom Bunjevačkom kolu, nezadovoljnici na čelu s Matarićem i društvom napustili su to društvo i osnovali svoje, Hrvatsko kulturno društvo Miroljub 6. prosinca 1936. godine.
Antun Matarić je bio dijelom čelništva hrvatskog društva Miroljub, osnovanog 1936. godine. Zajedno s njime čelništvo su činili Franjo Strilić i dr Ladislav Vlašić. Poslije je Matarić bio dugogodišnjim političkim i kulturnim predvodnikom Hrvata u Somboru koji su se okupljali oko Radićeve stranke.
Matarić je bio predsjednik do ukidanja 1944. godine. Njegov sin Antun Matarić Tunča vodio je društvo Miroljub (kasnije HKUD Vladimir Nazor) u više navrata od 1969. do 1996. godine.